# 塔湾站
塔湾站是洛阳轨道交通1号线的地铁车站，位于中华人民共和国河南省洛阳市瀍河回族区中州东路与三川大道交叉口，于2021年3月28日开通。

## 车站结构
塔湾站位于中州东路与三川大道交叉口，沿中州东路设置，呈东西走向，为地下两层岛式站台车站，车站长203.6米，标准段宽20.7米，车站地下一层为站厅层，地下二层为站台层，站台设置全高站台门。
| 地面              | 出入口 | A、B、C、D出入口                                                                                        |
| 地下一层          | 站厅   | 客服中心、自动售票机、验票机                                                                            |
| 地下二层          | 站台   | \| \| \| █ 1号线往红山（启明南路） \| \| 島式 · 開左邊车门 \| \| \| \| \| \| █ 1号线往杨湾（史家湾） \| |
|                   |        | █ 1号线往红山（启明南路）                                                                               |
| 島式 · 開左邊车门 |        | |
|                   |        | █ 1号线往杨湾（史家湾）                                                                                 |

## 出入口
塔湾站共设4个出入口，各出口及周围设施如下所示：
| 出口编号            | 照片 | 地点                           | 可到达目的地           |
| ------------------- | ---- | ------------------------------ | ---------------------- |
| A · 出口            |      | 中州东路（南），三川大道（东） | 恒大绿洲               |
| B · 出口            |      | 中州东路（南），三川大道（西） | 恒大绿洲澜庭，塔西花园 |
| C · 出口            |      | 中州东路（北），三川大道（西） | 塔东村                 |
| D · 出口 · （设有） |      | 中州东路（北），三川大道（东） | 恒大绿洲北区           |
| 图例： 设有         |      |                                |                        |

## 接驳交通

### 公交车
- 中州东路三川大道口：4路，16路，17路，19路，34路，56路，57路，76路，106路，802路，807旅游直通车
- 三川大道中州东路南：42路，86路

## 历史
本站工程名与正式站名均为塔湾站，以车站所处的塔湾社区命名。
- 2017年6月28日，车站正式开工。
- 2018年6月6日，车站主体结构封顶[4]。
- 2021年3月28日，车站随1号线通车开通[1]。